# Fagundes Varela
Pour les articles homonymes, voir Varela.
 (avril 2014).
Luís Nicolau Fagundes Varella est un écrivain brésilien né le 17 août 1841 à Rio Claro (État de Rio de Janeiro) et mort le 18 février 1875 à Niteroi. Fils de magistrat, il fréquenta la faculté de droit de São Paulo qu'il abandonne pour se marier en 1862 avec la fille d'un propriétaire de cirque de São Paulo. En 1863, la mort de son fils lui inspirera son poème le plus célèbre, Cântico do Calvário. Poète romantique à l’œuvre très féconde, il est notamment l'auteur de Vozes da America (1864) ou de Cantos e Fantasias (1865).

## Biographie
Fils d'un magistrat transféré en plein cœur de l'État de Goias, il eut la possibilité d'observer encore enfant la vie des Indiens. Il s'inscrira en 1862 à la faculté de droit de São Paulo qu'il abandonne ensuite pour se consacrer à la littérature. Il publie en 1861 le recueil de poèmes Noturnas.
Il se marie le 28 mai 1862 avec l'artiste de cirque Alice Guilhermina Luande, ce qui provoque un scandale dans sa famille et le met dans l'obligation de travailler immédiatement. En 1863, son fils Emiliano, âgé de trois mois, décède, ce qui lui inspirera le poème Cântico do Calvário (inclus dans le recueil Cantos e Fantasias). Il publie Vozes da America en 1864 et son chef-d'œuvre Cantos e Fantasias en 1865. La même année ou en 1866, sa femme décède alors qu'il voyage à Recife. Il rentre à São Paulo pour s'inscrire de nouveau en faculté de droit mais abandonne définitivement ses études pour retourner dans la demeure de ses parents. En 1869, il se marie avec sa cousine Maria Belisária Lambert, avec laquelle il aura deux filles et un fils qui lui mourra prématurément. Il déménage ensuite avec son père à Niteroi pour y mourir le 18 février 1875.
Poète de la fin du romantisme, son œuvre est dominée par les thèmes de l'angoisse et de la souffrance, même s'il aborde aussi le patriotisme (Vozes da América) ou des problèmes sociaux comme l'abolition de l'esclavage.
Il a siégé au 11e fauteuil de l'Académie brésilienne des lettres.

## Œuvres
- Noturnas (1861)
- Vozes da América (1864)
- Cantos e Fantasias (1865)
- Cantos Meridionais (1869)
- Cantos do Ermo e da Cidade (1869)
- Anchieta, ou O Evangelho na Selva (1875 — posthume)
- Cantos Religiosos (1878 — poèmes compilés par Otaviano Hudson, un ami de Varela, avec l'objectif d'aider sa veuve et ses enfants)
- O Diário de Lázaro e Outras Poesias (1880 — posthume)